# 下克上
下克上，也作下剋上，是指日本历史上低位阶的人通过政治或军事的手段，取代原本的統治者。这个术语最早出现在镰仓时代。在战国时代，朝廷权力被武家夺取，天皇并无实权，開創了以幕府将军為主的武人統治。
爾後幕府将军的权威也不断受到各地崛起的諸侯大名的削弱。幕府将军成为诸如织田信长的战国大名手中的傀儡。一些下級武士或平民，例如北条早云及齋藤道三，可憑自身才能透過鬥爭跃升至称霸一方的战国大名。
下剋上雖然本為違背倫常的奪權行為，但仍存有一定的倫理成份，當時的社會規範通常期望成功奪權的新領主不殺害被推翻的舊領主，而是予以流放，而奪權後選擇殺害舊主的新領主（例有陶晴賢、松永久秀、明智光秀等人），其聲望多半會遭嚴重打擊繼而影響其支持度，甚至可導致其本身成為下一個被推翻的大名。
该词汇来源于隋代學者蕭吉的著作《五行大義》再由一条兼良在其著作《樵谈治要》中引用。

## 下克上列表

### 平安時代
- 平将门（承平天慶之乱）

### 室町時代
- 上杉憲實（永享之乱）
- 赤松滿佑（嘉吉之亂）
- 結城氏朝（克足利義教）

### 戰国時代
- 細川政元（明應之變）
- 朝倉氏景（克斯波義孝）
- 神保慶宗（克畠山義元）
- 浦上村宗（克赤松義村）
- 長尾為景（克上杉房能）
- 淺井亮政（克京極高清）
- 北条早云（克今川氏親）
- 尼子經久（克京極政經）
- 里見義堯（克里見義豐）
- 陶晴賢（克大内義隆）
- 毛利元就（克陶晴賢）
- 宇喜多直家（克浦上宗景）
- 島津忠良（克島津宗家）
- 龍造寺隆信（克少貳冬尚）
- 大友宗麟（克大友義鑑）
- 山下定兼（克神余光弘）
- 武田晴信（克武田信虎）
- 三好長慶（克細川晴元）
- 松永久秀、三好三人眾（克足利義輝，永祿之變）
- 齋藤道三（克土岐賴藝）
- 齋藤義龍（克齋藤道三）
- 織田信友（克斯波義統）
- 織田信長（克斯波義銀）
- 織田信長（克足利義昭）
- 明智光秀（克織田信長，本能寺之变）

### 昭和年代
- 五一五事件
- 相泽事件
- 二二六事件